# Carlos R. Tobar
Carlos Rodolfo Tobar (ur. 4 listopada 1853 w Quito, zm. 19 kwietnia 1920 w Barcelonie) – ekwadorski polityk, pisarz i dyplomata. W latach 1889 oraz 1911-1912 minister spraw zagranicznych Ekwadoru. Twórca tzw. Doktryny Tobara, za którą w 1909 roku został nominowany do Pokojowej Nagrody Nobla. Był członkiem Ekwadorskiej Akademii Językowej.